# Бранденбуршки концерти
Бранденбуршки концерти (оригинални назив фр. Six Concerts Avec plusieurs Instruments) су група од шест концерата за камерни оркестар Јохана Себастијана Баха (BWV 1046–1051). Бах их је посветио грофу Кристијану Лудвигу од Бранденбург-Шведа (1677–1734), кога је зиме 1718/1719. упознао у Берлину. Септембра 1721. послао му је партитуру са посветом. 
Име Бранденбуршки концерти појавило се у Баховој биографији из 1873–1879, и од тада се задржало. 
Шест концерата показују велику разноврсност стилова и структуре. 

## Концерти
| концерт                       | тоналитет |      | инструменти                                                         |
| ----------------------------- | --------- | ---- | ------------------------------------------------------------------- |
| Први бранденбуршки концерт    | Еф-дур    | 1046 | 2 хорне, 3 барокне обое, фагот, мала виолина, гудачи, континуо      |
| Други бранденбуршки концерт   | Еф-дур    | 1047 | барокне трубе, виолина, блок флаута, барокна обоа, гудачи, континуо |
| Трећи бранденбуршки концерт   | Ге-дур    | 1048 | 3 виолине, 3 виоле, 3 виолончела, континуо                          |
| Четврти бранденбуршки концерт | Ге-дур    | 1049 | виолина, 2 блок флауте, гудачи, континуо                            |
| Пети бранденбуршки концерт    | Де-дур    | 1050 | чембало, виолина, попречна флаута, гудачи, континуо                 |
| Шести бранденбуршки концерт   | Бе-дур    | 1051 | 2 виоле, виолончело, 2 виола да гамбе, виолоне, континуо            |